# San Andrés (Apostolado de Almadrones)
San Andrés es una obra atribuida al Greco, que formaba parte del llamado Apostolado de Almadrones, una serie de lienzos hallados en la iglesia de Almadrones, en Guadalajara. Consta con el número 187 en el catálogo razonado realizado por el profesor e historiador del arte Harold Wethey, especializado en el Greco.

## Introducción
Esta obra fue parte de un apostolado incompleto —solamente se conservan ocho lienzos— procedentes de la Iglesia de Almadrones, en la provincia de Guadalajara. Este conjunto repite con pocas variantes los modelos del Apostolado de la catedral de Toledo y del Apostolado del Museo del Greco.

## Análisis de la obra
- Pintura al óleo sobre lienzo; 71,12 x 54,61 cm[3] realizada circa 1608-1614;
- Museo de Arte del Condado de Los Ángeles.
- Las iniciales Delta (Δ) y Theta (Θ) aparecen en el triángulo formado entre el único brazo de la Cruz y el brazo izquierdo de San Andrés.

Los paños de color verde sobre la túnica azul parecen originales, pero la cabeza y las manos están muy repintadas.